# Cosme de Medina
Cosme de Medina, mort en 1591, est un médecin et anatomiste espagnol de la Renaissance.

## Biographie
Cosme de Medina est à l'origine de la création du premier théâtre anatomique permanent connu, celui que l'université de Salamanque donna l'ordre de construire dès juin 1552, et qui fut achevé en mai 1554.